# موريس إتش دوناهو
موريس إتش دوناهو (بالإنجليزية: Maurice H. Donahue)‏ هو قاضي ومحامي أمريكي، ولد في 10 مايو 1864 في مقاطعة بيري في الولايات المتحدة، وتوفي في 10 سبتمبر 1928 في بيكسلي في الولايات المتحدة.